# Voto por puntaje

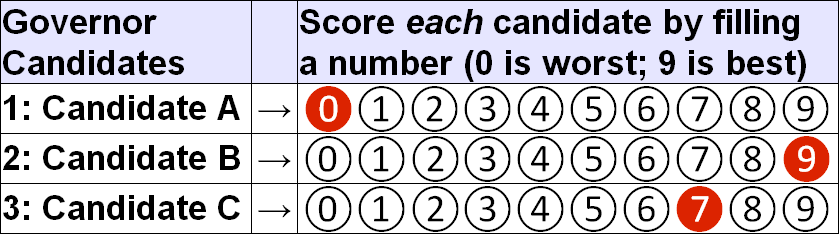
En una boleta de puntuación, el votante puntúa a todos los candidatos.

Voto por puntaje,  por puntuación o por rango es un fórmula electoral para elecciones de un solo escaño, en el que los votantes dan a cada candidato una puntuación, las puntuaciones se suman (o promedian), y el candidato con la se elige el total más alto. Ha sido descrito por varios otros nombres, incluyendo voto evaluativo, voto utilitario,  votación de medida de intervalo, sistema de puntos, suma de calificaciones, votación 0-99, votación promedio y votación de servicios públicos . Es un tipo de sistema electoral de voto valorativo.

## Uso

### Política
En algunas elecciones de la antigua Esparta se utilizó una forma burda de votación por puntuaje, midiendo qué tan fuerte gritaba la multitud por diferentes candidatos. Esto tiene una analogía moderna con el uso de aplausómetros en algunos programas de televisión y los procesos de evaluación de algunas competencias atléticas.
La República de Venecia eligió al Dux en un sistema de rondas múltiples, siendo la ronda que realmente nombró al Dux una elección de puntaje de tres puntos (A favor, Neutral, En contra). Este proceso se utilizó continuamente, con solo cambios menores, durante más de 500 años, hasta que la república fue conquistada por Napoleón.
Un ejemplo gubernamental moderno es el proceso de selección para el cargo de Secretario General de las Naciones Unidas, que también tiene una escala de tres puntos ("Alentar", "Desalentar" y "Sin opinión").
El Partido Verde de Utah utiliza la votación por puntuación para elegir a sus dirigentes, en una escala de 0 a 9.

### Otras instancias
La Junta Directiva de Wikimedia y el Comité de Arbitraje de Wikipedia se eligen utilizando una escala de tres puntos ("Apoyo", "Neutral", "Oponerse"). Las boletas se cuentan de manera equivalente a la votación aprobatoria promedio, con la alternativa "Neutral" tratada como abstención, a veces llamado "votación de aprobación explícita".
Los usos no gubernamentales de la votación por puntaje son comunes, como en encuestas de satisfacción del cliente en escala Likert (como para un restaurante), encuestas telefónicas automatizadas (donde se le pide a uno que presione o diga un número para indicar su nivel de satisfacción o probabilidad), y cualquier mecanismo que implique a los usuarios calificar un producto o servicio otorgando determinada cantidad de "estrellas" (como calificar películas en IMDb, productos en Amazon, aplicaciones en las tiendas iOS o Google Play, etc.). La votación por puntuación es común para procesos sin un único ganador. El resultado es una lista clasificada de elementos (un ranking) en lugar de un único elemento ganador.
Los deportes como la gimnasia clasifican a los competidores en una escala numérica. El hecho de que las calificaciones de los jueces sean públicas hace que sea menos probable que participen en votaciones tácticas descaradas.
Por su parte, se utiliza una variante de ganadores múltiples conocida como votación de puntuación reponderada, para seleccionar cinco nominados para el Premio de la Academia a los mejores efectos visuales utilizando una escala de 0 a 10.
El método tradicional de mayor promedio de calificaciones para seleccionar a un Valedictorian puede verse como un tipo de elección de puntaje, en el que los instructores "votan" por los estudiantes "candidatos", con calificaciones como sus votos basados en puntajes.
En deportes profesionales como el hockey de la NHL, los ganadores de premios de fin de temporada como el Trofeo Hart se eligen a través de un sistema de votación por rango. Cada miembro de la PHWA clasifica sus cinco opciones principales en una escala de votación de 10-7-5-3-1, siendo 10 la más alta. A continuación, se suman los puntos de cada jugador y el que recibe la mayor cantidad de puntos recibe el trofeo.

## Tipos
La votación por puntuación utiliza una boleta de puntuación ; es decir, cada votante califica a cada candidato con un número dentro de un puntaje específico, como 0 a 9 o 1 a 5. En el sistema más simple, todos los candidatos deben ser calificados. A continuación, se suman las puntuaciones de cada candidato y el candidato con la suma más alta es el ganador. Esto es más simple para los votantes que la votación acumulativa, donde no se les permite proporcionar puntajes para más de un cierto número de candidatos. 
Algunos sistemas permiten a los votantes abstenerse explícitamente de calificar a ciertos candidatos, en lugar de otorgar implícitamente el menor número de puntos a los candidatos no calificados. En este caso, el puntaje de un candidato sería la calificación promedio de los votantes que calificaron a este candidato. Sin embargo, se debe utilizar algún método para excluir a los candidatos que recibieron muy pocos votos, para proporcionar un promedio significativo.
En algunas competiciones sujetas a las puntuaciones de los jueces evaluadores, se utiliza media truncada para eliminar las puntuaciones extremas. Por ejemplo, la votación por puntuación con medios truncados se utiliza en las competencias de patinaje artístico para evitar que los resultados del tercer patinador afecten las posiciones relativas de dos patinadores que ya han terminado sus actuaciones (la independencia de alternativas irrelevantes), utilizando el truncamiento para mitigar los sesgos de algunos jueces que pueden tener motivos ocultos para puntuar a algunos competidores demasiado alto o demasiado bajo.
Otro método para contar las papeletas de votación es encontrar la puntuación media de cada candidato y elegir al candidato con la puntuación media más alta. Este método también se conoce como juicio por mayoría. Podría tener el efecto de reducir el incentivo para exagerar. Una desventaja potencial es que los empates exactos de múltiples vías para el ganador pueden volverse comunes, aunque existe un método en el juicio por mayoría para romper dichos empates. En la votación de puntaje convencional, estos empates serían extremadamente raros. Otra consecuencia del uso de medianas es que agregar una "boleta de cero" puede alterar al ganador de la elección, lo que podría decirse que es una desventaja.

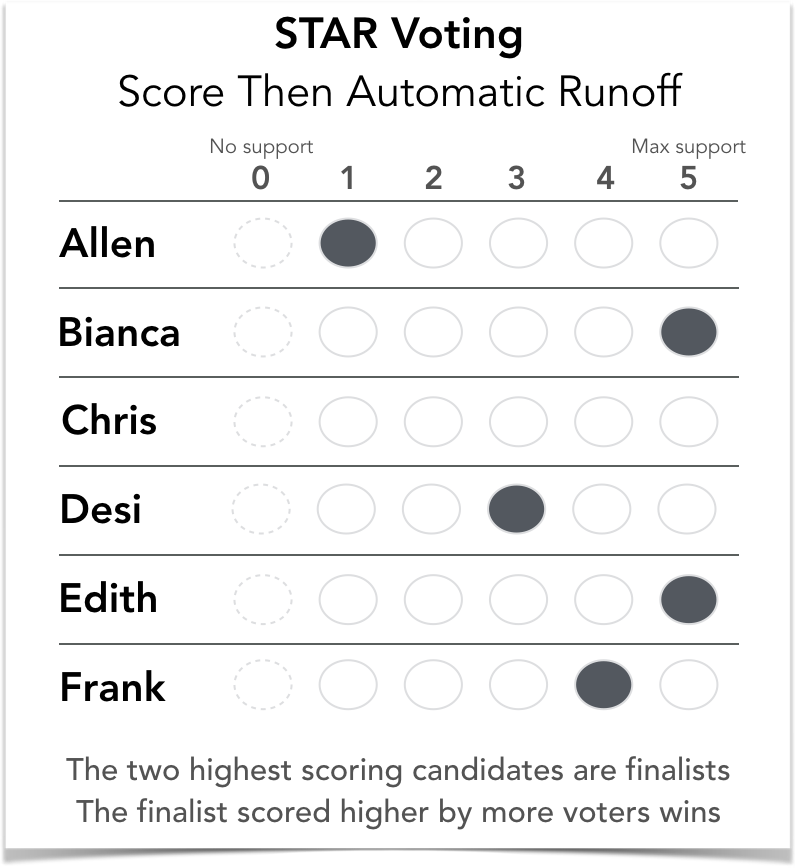
El sistema de voto STAR utiliza una boleta estándar de votación por puntuación. El método de conteo agrega un paso adicional para producir el ganador de preferencia entre los dos candidatos con mejor puntaje en general.

Otra variante propuesta es la votación STAR (Score Then Automatic Runoff, «Puntaje y Luego Segunda Vuelta Automática»). Bajo este sistema, cada votante puede asignar un puntaje, desde 0 hasta el puntaje máximo, a cualquier número de candidatos. De los dos candidatos con la puntuación más alta, el ganador es aquel a quien más votantes le asignaron una puntuación más alta. El concepto fue propuesto públicamente por primera vez en octubre de 2014 por el cofundador del Center for Election Science, Clay Shentrup. El paso de segunda vuelta se introdujo para corregir la distorsión estratégica en la votación de puntaje ordinario, como la votación Bullet y la maximización táctica.
La votación por puntuación en la que solo se pueden enviar dos votos diferentes (0 y 1, por ejemplo) equivale a una votación de aprobación . Al igual que con la votación de aprobación, los votantes con puntaje deben sopesar el impacto adverso en su candidato favorito de clasificar a otros candidatos altamente.
El término "votación por rango" se utiliza para describir un sistema más teórico en el que los votantes pueden expresar cualquier número real dentro del rango [0, 1]. Si bien es conveniente para el análisis matemático, esta escala no es práctica para las elecciones del mundo real y, por lo general, se aproxima como un sistema de votación por puntaje con muchas calificaciones posibles, como un control deslizante en una interfaz de computadora.

## Estrategia
La estrategia de votación de puntaje ideal para votantes bien informados es idéntica a la estrategia de votación aprobatoria ideal, y un votante querría dar a sus candidatos menos y más favoritos un puntaje mínimo y máximo, respectivamente. El análisis de la teoría de juegos muestra que esta afirmación no es completamente general, incluso si se mantiene en la mayoría de los casos.
La validez de este problema es cuestionada por un artículo de 2009 que encontró que «los resultados experimentales apoyan el concepto de sesgo hacia resultados desinteresados en elecciones importantes». Los autores observaron lo que llamaron consideraciones éticas que dominan el comportamiento de los votantes a medida que disminuía la probabilidad de pivote. Esto implicaría que las elecciones más grandes, o aquellas que se perciben como con un margen de victoria más amplio, resultarían en menos votantes tácticos.
Los experimentos de las encuestas a pie de urna han demostrado que los votantes utilizan grados intermedios y tienden a votar con más sinceridad por los candidatos que perciben no tienen posibilidades de ganar. La forma en que los votantes califican con precisión a los candidatos es un tema que no está completamente resuelto, aunque los experimentos muestran que su comportamiento depende de la escala de calificaciones, su extensión y la posibilidad de otorgar calificaciones negativas.
Los defensores de la votación por puntaje concluyen que esta puede, por lo tanto, brindar un mayor apoyo a candidatos independientes y de terceros, a menos que esos candidatos se vuelvan viables, que otros métodos de votación comunes, y se refieren a esta posibilidad como el "efecto guardería". Señalan que los métodos de votación por puntaje (incluida la votación de aprobación) no dan ninguna razón para clasificar deshonestamente a un candidato menos preferido sobre uno más preferido en elecciones de 3 candidatos. Sin embargo, los detractores responden que proporciona motivación para clasificar a un candidato menos preferido y más preferido por igual o casi por igual (es decir, ambos 0-1 o ambos 98-99). Esto podría conducir a resultados antidemocráticos si diferentes segmentos de la población usaran la estrategia a tasas significativamente diferentes. (Téngase en cuenta que la votación tradicional mayoritaria uninominal obliga a todos los candidatos, excepto a uno, a clasificarse por igual, de modo que todos los votantes están comprimiendo sus preferencias por igual.)
Al abordar estas críticas, Equal Vote Coalition propone una variante de voto por puntaje con una segunda ronda adicional con los dos candidatos mejor calificados, en la que gana el candidato con la mayoría de las preferencias. Se afirma que la existencia de una segunda vuelta desalentaría las votaciones estratégicas de estilo del voto aprobatorio y la exageración de las calificaciones, haciendo que se comportara como un híbrido de sistemas de votación.